# Danh sách câu lạc bộ bóng đá ở Zimbabwe
Đây là danh sách không đầy đủ các câu lạc bộ bóng đá ở Zimbabwe.
Về danh sách đầy đủ, xem Thể loại:Câu lạc bộ bóng đá Zimbabwe

## Danh sách các câu lạc bộ bóng đá Zimbabwe

### 1
- 12la United

### A
- Air Zimbabwe [1]
- Amazulu FC

### B
- Bantu Rovers (Bulawayo)
- Batanai[2]
- Bindura United[2]
- Blackpool[3]
- Black Aces[1]
- Black Mambas (Harare)
- Black Rhinos F.C.
- Blue Swallows [1]
- Border Strikers[2]
- Brian Ken[2]
- Buffaloes Matare [2]
- Buymore[2]

### C
- CAPS United (Harare)
- Chapungu F.C.[4]
- Chapungu United F.C.[3]
- Chegutu Pirates[2]
- Chicken Inn F.C.
- Chrome Stars [2]
- Circle United [2]
- Cottco (Kadoma)[2]
- Corrugated[2]
- Cranbonne Bullets [4]

### D
- Darryn T [4]
- Dongo Sawmills
- Douglas Warriors (Harare)
- DT Africa United[2]
- Dynamos (Harare)

### E
- Eagles (Chitungwiza)
- Eastern Lions[3]
- Eiffel Flats[4]
- Elvington[2]

### F
- FC Victoria (Masvingo)
- Fire Batteries [4]

### G
- Gunners F.C. (Harare)
- Guni United[2]

### H
- Hackney[2]
- Harare City F.C.
- Hardbody FC
- Highlanders (Bulawayo)
- How Mine FC
- Hwange (Hwange)

### I
- Intundla[2]

### J
- Jena Mine[2]
- Jets[2]

### K
- Kambuzuma United (Harare)[2]
- Kango[2]
- Kiglon F.C. (Chitungwiza)
- Kadoma Stars Football Club

### L
- Lancashire Steel F.C.[1]
- Lengthens (Kuwadzana, Harare)
- Lulu Rovers[2]

### M
- Mandava United[2]
- Masvingo United F.C.[3]
- Mhangura [4]
- Midlands Cables[2]
- Mkwasine[2]
- Monomotapa United (Harare)
- Motor Action (Harare)
- Morris F.C (Harare)
- Josh X United[1]
- Mwana Africa F.C. (Bindura)[3]

### O
- Njube Sundowns F.C.

- Olivine[2]

### R
- Railstars (Bulawayo)[3]
- Red Seal[2]
- Rufaro Rovers [1]

### S
Savanna
- Shabanie F.C.[2]
- Shabanie Mine (Zvishavane)
- Shangani[2]
- Shushine [4]
- Sporting Lions[2]
- Sundowns[2]

### T
- Triangle United
- Triple B FC
- Tanganda [4]
- Thorngrove[2]
- Tongogara [1]
- Trojan [1]

### U
- Underhill F.C.
- Unicem [2]

### Z
- Zambezi River Authority[2]
- Zimall[2]
- Zimbabwe Saints F.C.
- Zisco Steel[4]
- ZRP Tomlinson[2]
- ZPC Kariba

## Các đội bóng đã giải thể củaRhodesia

### A
- Alexandra (Bulawayo)[3]
- Arcadia United[5]

### B
- Beira[3]
- Black Rhinos (Mutare) [3]
- British South African Police (Bulawayo)[3]
- Bulawayo Athletic Club[3]
- Bulawayo Rovers [6]

### C
- Castle Lions[7]
- Chibuku F.C. (Salisbury)[3]
- Chibuku Shumba [7]
- Civil Service (Umtali)[3]
- Crusaders (Umtali)[3]

### D
- DMB Tigers (Bulawayo)[5]

### F
- Forresters (Umtali)[3]

### G
- Gweru United[3]

### K
- Karls United[7]
- Kings (Bulawayo)[3]
- Kopje (Bulawayo)[3]

### L
- Lusitanos[7]

### M
- Mangula [3]
- Meikles [5]
- Metal Box [3]

### N
- Nchanga Sports [3]

### P
- Poastal (Bulawayo)[3]
- Police (Bulawayo) [3]
- ProNutto[7]

### Q
- Queens (Bulawayo)[3]

### R
- Railway (Bulawayo)[3]
- Ramblers (Umtali)[3]
- Raylton (Bulawayo)[3]
- Rusape United (Rusape)[3]

### S
- Saint Paul[3]
- Salisbury Callies (Bulawayo)[3]
- Salisbury City Wanderers [3]
- Salisbury Tornados[7]
- Salisbury United (Bulawayo)[3]

### T
- Terriers (Bulawayo)[3]
- Triple B FC

### U
- Umtali FC (Umtali)[3]

### W
- Wankie FC [3]

### Z
- Zimbabwe Saints (Bulawayo) [3]
- Zisco Steel (Redcliffe)[3]